# Предраг Јаничић
Предраг Јаничић (Приштина, 9. децембар 1968) редовни је професор на Математичком факултету Универзитета у Београду, Катедра за рачунарство и информатику.
Рођен је 9. децембра 1968. године у Приштини где је завршио средњу школу 1987. године. Током средњошколског периода учествовао на националним и међународним такмичењима из математике и физике. 1987. године Јаничић је освојио прво место на Савезном такмичењу из матеметике, а друго на Балканској математичкој олимпијади.
Предраг Јаничић је студирао рачунарство и информатику на Математичком факултету Универзитета у Београду. Дипломирао је у јуну 1993. године са просечном оценом 10,00. И даља његова каријера везана је за овај факултет. 1993. године је постао асистент, a 1996. године одбранио је магистарски рад „Један метод за аутоматско доказивање теорема геометрије“ код проф. др Зорана Лучића на смеру за Рачунарство и информатику. 2001. године Предраг Јаничић је докторирао, одбранивши тезу „Уградња процедура одлучивања у системе за аутоматско резоновање“. Исте године изабран је за доцента, а од 2008. за ванредног професора.